# Stadionul Olimpia Bălți
Das Olimpia Bălți Stadium ist ein Fußballstadion in der Republik Moldau. Der Heimklub ist FC Zaria Bălți. Das Stadion umfasst rund 5953 mögliche Sitzplätze. Das Stadion wurde nach der Trennung der Sowjetunion komplett erneuert.